# 絵里
高村絵里（たかむらえり）は、日本の舞台俳優、演出家。東京都出身。演劇ユニット キングスメン所属。演出家名として「篁エリ」、俳優名では「絵里」を使用することがある。日本演出者協会会員。

## 来歴・人物
立教大学文学部を卒業した後、同大学大学院博士前期・後期課程に進学する。専門は源氏物語。大学院在学中は、私立中学校高等学校で国語の教師をして学費を稼いだ。教員時代は演劇部の顧問をしていた。
退職後は文筆業と並行して、舞台に出演し始める。共演した俳優から2019年に劇団シェイクスピアシアターの出口典雄に紹介され、出口の指導を受けるようになる。同劇団に出演の話があったが、2020年に出口が死去し劇団が活動休止となる。2023年に活動を再開した劇団シェイクスピアシアターの公演『間違いの喜劇』に出演した。この公演の稽古を見学に来た俳優・平澤智之と共に、演劇ユニットキングスメンを立ち上げる。
演劇ユニットキングスメンでは、平澤智之と共同代表をつとめる。公演では、制作・脚本作成・演出・主演を務める。

## エピソード
- 幼稚園の時に親戚に将来は何になりたいかと聞かれて「女優になりたい」と答えたところ、母親に「女優は美人でなければなれない。二度とそんな恥ずかしいことを言わないように」と厳しく諭され、俳優になることをあきらめた。その後の将来の夢は、小説家であった。
- 小学校・中学校と演劇部に所属していたが、母親の反対で高校の演劇部には入部できなかった。演劇をしたいあまり、放課後は付属大学の演劇科に毎日通い、学生の稽古を見学し続けていた。この三年間の見学こそが最も演劇の勉強になったと語っている。
- 就職活動時には出版社を受験したが軒並み受からず、内定がないまま卒論面接に臨んだ際に、指導教授から進学を勧められ、大学院に入学した。大学卒業時は日本文学科の総代をつとめた。
- 幼少期からイギリス文学が好きで、小学六年生の時に初めて読んだシェイクスピア作品は『夏の夜の夢』(新潮文庫・福田恆存訳)であった。
- 演劇ユニットキングスメン代表の平澤智之は、2023年に初めて高村絵里を見た時に、稽古場の外の地面に座り込んで台詞を練習している姿を見て「役者はこうだからこわい」と思った。その日の稽古で絵里の演技を見て、自分と同じ感性を持つ役者だと感じ、共に劇団を立ち上げるに至った。立ち上げ前の同年9月に高村絵里が出演していた劇団シェイクスピアシアター公演『夏の夜の夢』[1]で、当日体調不良となった俳優の代役で平澤が急遽ボトム役を演じることとなり、この公演が平澤との初共演となった。

## 出演

### 舞台
- 2025年7月 演劇ユニットキングスメン『あの夏の夜の夢』[2]@吉祥寺曼荼羅　タイテーニア役/ヘレナ役/ヒポリタ役/フルート役/パック役
- 2025年2月 演劇ユニットキングスメン『ロミオとジュリエット』リーディング @cafe楽　ジュリエット役/マーキューシオ役 ほか
- 2025年2月 演劇ユニットキングスメン『ロミオとジュリエット』@新宿演劇祭　ジュリエット役/マーキューシオ役 ほか
- 2024年12月 - 2025年1月 演劇ユニットキングスメン『ロミオとジュリエット』[3]@彩の国さいたま芸術劇場/座・高円寺2/せんがわ劇場　ジュリエット役/マーキューシオ役/モンタギュー夫人役/グレゴリ役
- 2024年9月 演劇ユニットキングスメン『るつぼ』[4]@座・高円寺2/せんがわ劇場　アビゲイル役/エリザベス役
- 2024年8月 演劇ユニットキングスメン『マリアの首』@旧国立駅舎　鹿役
- 2024年8月 演劇ユニットキングスメン『父と暮せば』@旧国立駅舎　美津江役
- 2024年6月 JOE Company『なりすまし家族』＠下北沢B1　紗栄子役
- 2024年5月 演劇ユニットキングスメン『マクベス』[5]@座・高円寺2　マクベス夫人役/マクダフ夫人役/シートン役
- 2024年3月 SAYNK『リチャード三世』＠横浜赤い靴劇場　アン・ネヴィル役
- 2023年11月 劇団シェイクスピア・シアター『間違いの喜劇』＠静岡雙葉学園　エドリエーナ役
- 2023年9月 劇団シェイクスピア・シアター『夏の夜の夢』@早稲田大学演劇博物館　タイテーニア役
- 2023年9月 SAYNK『シェイクスピアとセルバンテスと家康』@横浜赤い靴劇場　アン役
- 2023年5月 劇団シェイクスピア・シアター『間違いの喜劇』@座・高円寺２　エドリエーナ役
- 2023年3月 SAYNK『アントニーとクレオパトラ』@横浜赤い靴劇場　イアロス役/サイアリアス役/ドラベラ役
- 2022年10月 オフィスリコプロダクション『ロミオとジュリエット』@中野テルプシコール　キャピュレット夫人役
- 2019年7月 劇団骸骨ストリッパー『かぐや姫と菊五郎』@武蔵野芸能劇場小劇場　セレーネ役
- 2018年9月 Alexandrite Stage『靖国への帰還』@渋谷伝承ホール　飯山恭子役
- 2018年5月 TYPES『夏の夜の夢』@座・高円寺2　ヒポリタ役
- 2018年2月 TYPES『冬物語』@スタジオ・アプローズ　ポーリーナ役
- 2010年2月 別世界カンパニー『新選組伝 沖田総司の一生』＠築地ブディストホール　沖田みつ役
- 2009年10月 別世界カンパニー『ロミオとジュリエット』＠アトリエフォンテーヌ　キャピュレット夫人役